# 韓国言論振興財団
韓国言論振興財団（かんこくげんろんしんこうざいだん）は、韓国の特殊法人。新聞を始めとする従来の言論産業がデジタル化による変革に適応して新しい言論媒体に発展することを目的に、2009年12月、既存の3団体新聞発展委員会、韓国言論財団、新聞流通院を統合して設立登記され、2009年7月31日改正の大韓民国の新聞等の振興に関する法律第29条によって、2010年2月に発足した基金管理型準政府機関である。文化体育観光部傘下。住所は、ソウル市 中（チュン）区 世宗大路（セジョンデロ） 124 プレスセンター。

## 設立目的
新聞およびインターネット新聞などの発展を企図して、読む文化の拡大と言論産業の振興に寄与することを目的とする。

## 目標
- 新聞産業の競争力強化。
- 新聞の自生力を高くする。
- ニュースコンテンツの品質向上と、読む文化の拡大。
- 新聞の物流費用の節減。
- 政府広告の代行制度の一新など、言論産業の発展。

## 沿革
- 2009年12月 韓国言論振興財団設立登記。新聞発展委員会、韓国言論財団、新聞流通院を解散。 [3]
- 2010年1月 初代理事長イ・ソンジュン（이성준）就任。
- 2010年2月 韓国言論振興財団発足。

## 主要事業
- 言論産業の発展のための調査、研究、教育、研修などの各種振興事業。
- 韓国言論媒体の海外進出および国際交流協力の支援事業。
- 言論振興基金の助成と管理、運用。
- 政府広告および裁判所公告の代行事業。
- 言論人への融資など、福祉増進事業。

## その他
韓国言論人たちの相互協力と親睦を図るための韓国プレスクラブ、会員間の生活安定と福祉増進のための言論人金庫、言論人の専門化とメディア産業の先進化を目標とする韓国言論教育院、言論図書館などを運営している。